# O2布里克斯頓學院

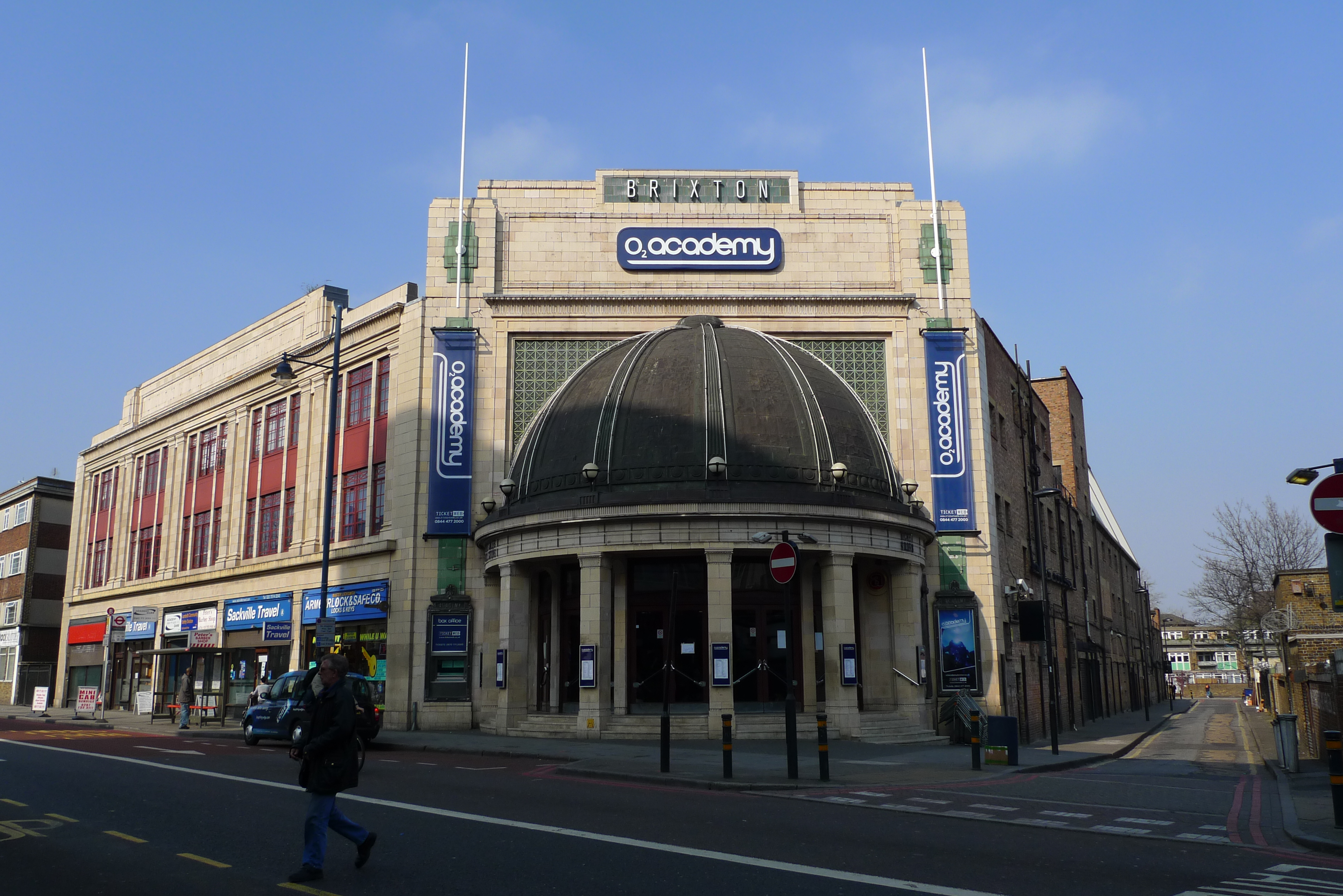
O2布里克斯頓學院

O2布里克斯頓學院（O2 Academy, Brixton）是倫敦的頂級音樂演出場地、夜店和劇院，位於倫敦南部的布里克斯頓地區。該建築在1983年成為一個音樂表演場地，可以容納4,921人。

## 外部連結
- Official website（页面存档备份，存于）
- Carling Academy Brixton page
- Live At The Brixton Academy Book（页面存档备份，存于）